# Rivara
Rivara (Ruvera in piemontese) è un comune italiano di 2 484 abitanti della città metropolitana di Torino, in Piemonte.

## Geografia fisica

### Territorio
Rivara è situata a circa 36 chilometri a nord-ovest del capoluogo piemontese e sorge ai piede del rilievo che ospita il complesso del castello, a breve distanza dal corso del torrente Viana. L'orografia è tipicamente collinare, con un andamento digradante da nord-ovest e sud-est.
Il territorio comunale è attraversato oltre che dal Viana anche dal torrente Levone e da numerosi rii minori a carattere prevalentemente stagionale.

### Clima
Il paese, che è situato in una zona precollinare, ha un clima mite ed un'aria salubre.

## Storia
Il primo documento in cui viene citata Rivara è un diploma dell'imperatore Enrico del 1014 che lista i possedimenti dell'Abbazia di Fruttuaria.
Durante il Tuchinaggio (periodo caratterizzato da sollevazioni popolari a cavallo della fine del trecento) a Rivara in modo civile si venne a patti con i Signori e si appianarono pacificamente le controversie avendo come sommo arbitro il Marchese Teodoro di Monferrato in persona.
Nel 1474, il castello fu eretto a tribunale dell'Inquisizione e vi vennero processate alcune donne di Levone, allora parte della Castellata di Rivara. Le donne, accusate di stregoneria vennero condannate a morte sul rogo.
Alla morte dell'ultimo conte Valperga di Rivara, Ignazio Domenico, già governatore della Regia Accademia dei Nobili, caduto nell'ottobre 1793 durante l'invasione francese guidata da Napoleone, la proprietà dei due castelli passò al Patrimonio Regio.
Nella seconda metà dell'800 divenne luogo d'incontro dei pittori della Scuola di Rivara.

### Simboli

#### Stemma
Lo stemma è azzurro, con una montagna di undici cime disposte al naturale, sormontate da una cometa d'oro. Sotto lo scudo, in cartiglio d'argento vi è la legenda in caratteri maiuscoli neri: "SALUBRIOR HISCE MONTIBUS AER". 
(Concesso con R.D. 11.127 il 2 luglio 1931 e riconfermato con D.P.R. il 5 luglio 1964).

#### Gonfalone
Drappo partito, di giallo e d'azzurro, riccamente ornato di ricami d'argento e caricato dello stemma sopra descritto con l'iscrizione centrata in argento: Comune di Rivara.

## Società

### Evoluzione demografica
Abitanti censiti

### Etnie e minoranze straniere
Al 31 dicembre 2010 le nazionalità straniere maggiormente rappresentate in base alla loro percentuale sul totale della popolazione residente erano:
1. Romania, 76 - 2,8 %
2. Marocco, 52 - 1,9 %
3. Albania, 25 - 0,9 %

## Geografia antropica
Il territorio rivarese è caratterizzato da un'estesa antropizzazione fin da tempi antichi, come testimonia l'elevato numero di nuclei abitati frazionali, di cui i principali sono:
- Camagna: è la sola frazione del comune. Fu comune autonomo fino al 1927
- Borgata Belboschetto: Detta anche la grangia di Camagna, per via della vicinanza con il più grande centro abitato, si tratta di un tipico insediamento di crinale.
- Borgata Bussi
- Borgata Case Nuove: Come si deduce dal nome costituisce il più recente ampliamento della vicina Belboschetto, costituendone di fatto una continuazione.
- Borgata Crosaroglio
- Borgata Mantello
- Borgata Marietta
- Borgata Massucco
- Borgata Montiglio: Abbarbicato sulla cima dell'omonima collina che divide il corso del Viana e quello del Levone.
- Borgata Palasazzo: Ormai ricompreso nell'ambito del centro abitato, la tradizione locale vuole che il luogo di questo insediamento corrisponda al sito originario del centro abitato, poi spostatosi in pianura a seguito di mutamenti nel corso del Viana. Nell'Ottocento pare che tra le vigne affiorassero resti di numerose rovine.
- Borgata Pasquarola
- Borgata Piano Prime Foglie: Il Pian dij Fòij, letteralmente Piano dei Folli, erroneamente tradotto nel nome attuale della borgata, prende probabilmente il nome dalla famiglia dei Folli, antichi feudatari della zona prima dell'insediamento dei Valperga.
- Borgata Ponte
- Borgata Quarelli
- Borgata San Grato: Stretto attorno alla chiesetta da cui prende il nome, fino agli anni sessanta vantò una sede distaccata delle scuole elementari, per le prime due classi, a servizio dell'area rurale del paese.

## Monumenti e luoghi d'interesse

### Architetture civili

#### Castello di Rivara

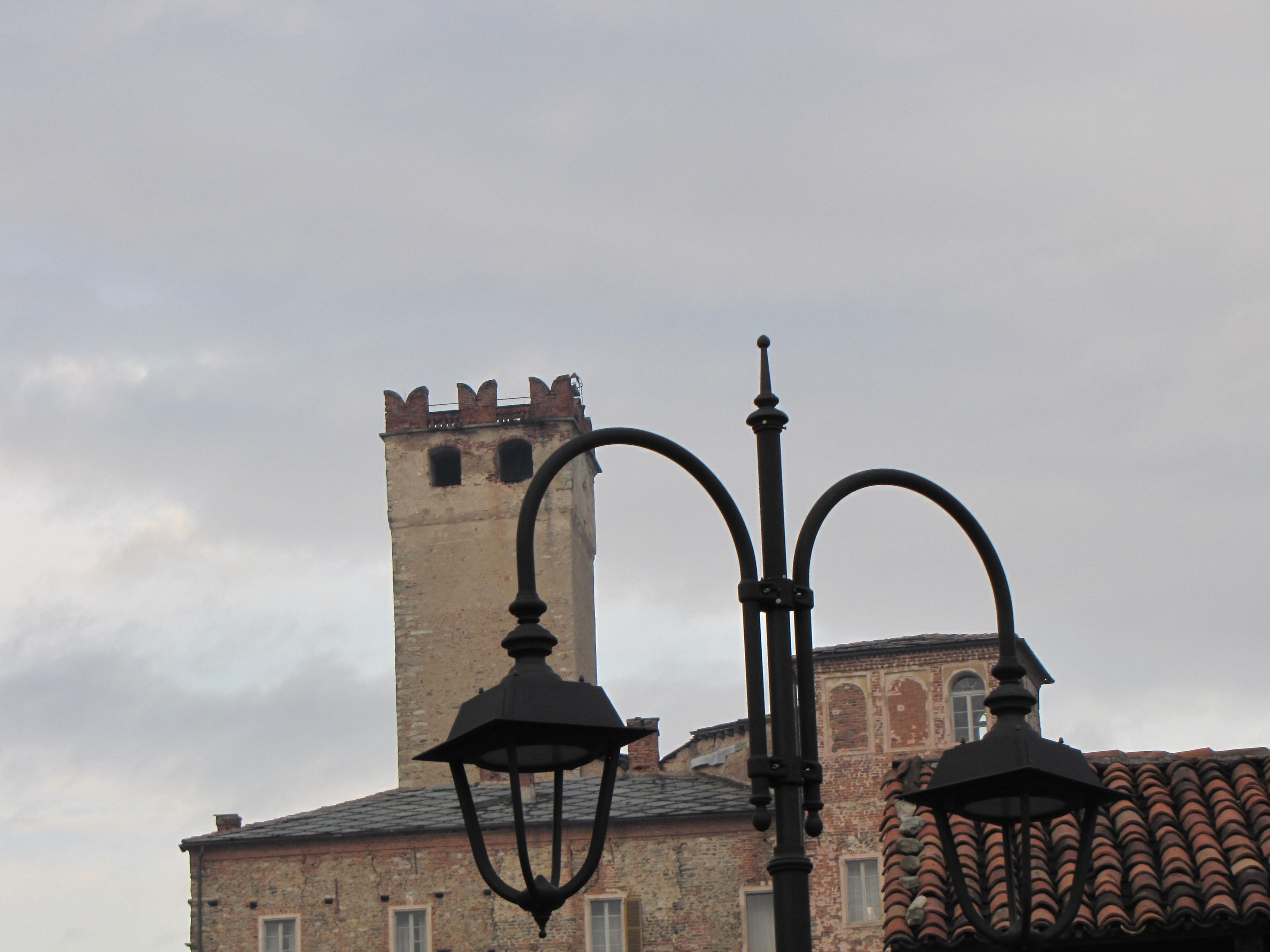
Castello di Rivara

Il castello di Rivara si articola su due fabbricati, il Castello Vecchio ed il Castello Nuovo, testimoniando il passato storico di Rivara. Il complesso del castello fa parte del circuito dei castelli del Canavese.
Il Castello Vecchio appartenne ai Conti di Valperga. L'edificio possiede tutt'oggi gran parte della sua architettura medievale, e si possono vedere due torri d'angolo, di cui una con merli, piuttosto alta, che ha anche delle finestre gotiche in cotto.
Il Castello Nuovo, o Inferiore, ha subito profondi mutamenti nel corso dei secoli, con l'alternarsi dei discendenti dei Conti di Valperga-Rivara, sino al 1793, anno in cui la casata si estinse. L'ala che venne aggiunta nel 1835 gli diede un nuovo aspetto trasformandolo in un edificio a pianta rettangolare, con un torrione in posizione centrale. Il palazzo subì ulteriori cambiamenti quando l'architetto Alfredo d'Andrade ne modificò la facciata.

#### Altri edifici

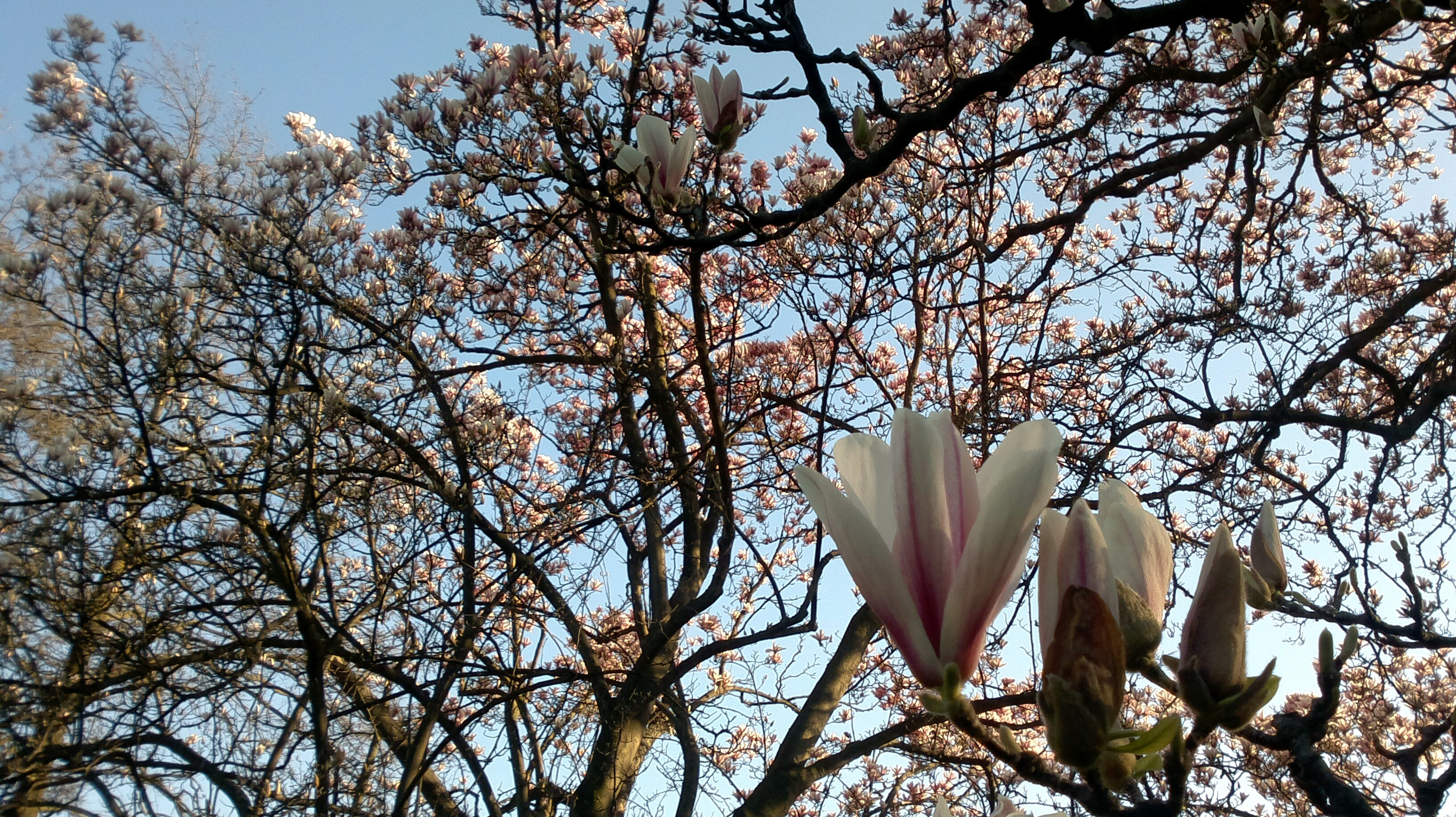
Fioritura di Magnolia Hypoleuca nel parco di Villa Ogliani a Rivara

- Villa Ogliani: Edificata a metà dell'Ottocento in stile neoclassico dall'architetto Formento, per subire una successiva trasformazione in stile liberty, fu la residenza estiva del banchiere Carlo Ogliani e vide la nascita del movimento artistico noto come Scuola di Rivara ad opera del cognato Carlo Pittara. L'edificio, articolato su tre piani fuori terra, è stato acquistato dal Comune di Rivara nei primi anni novanta e restaurato per poter ospitare la nuova sede municipale. Oltre al palazzo comunale vi hanno sede la Comunità montana Alto Canavese ed il GAL Valli del Canavese.

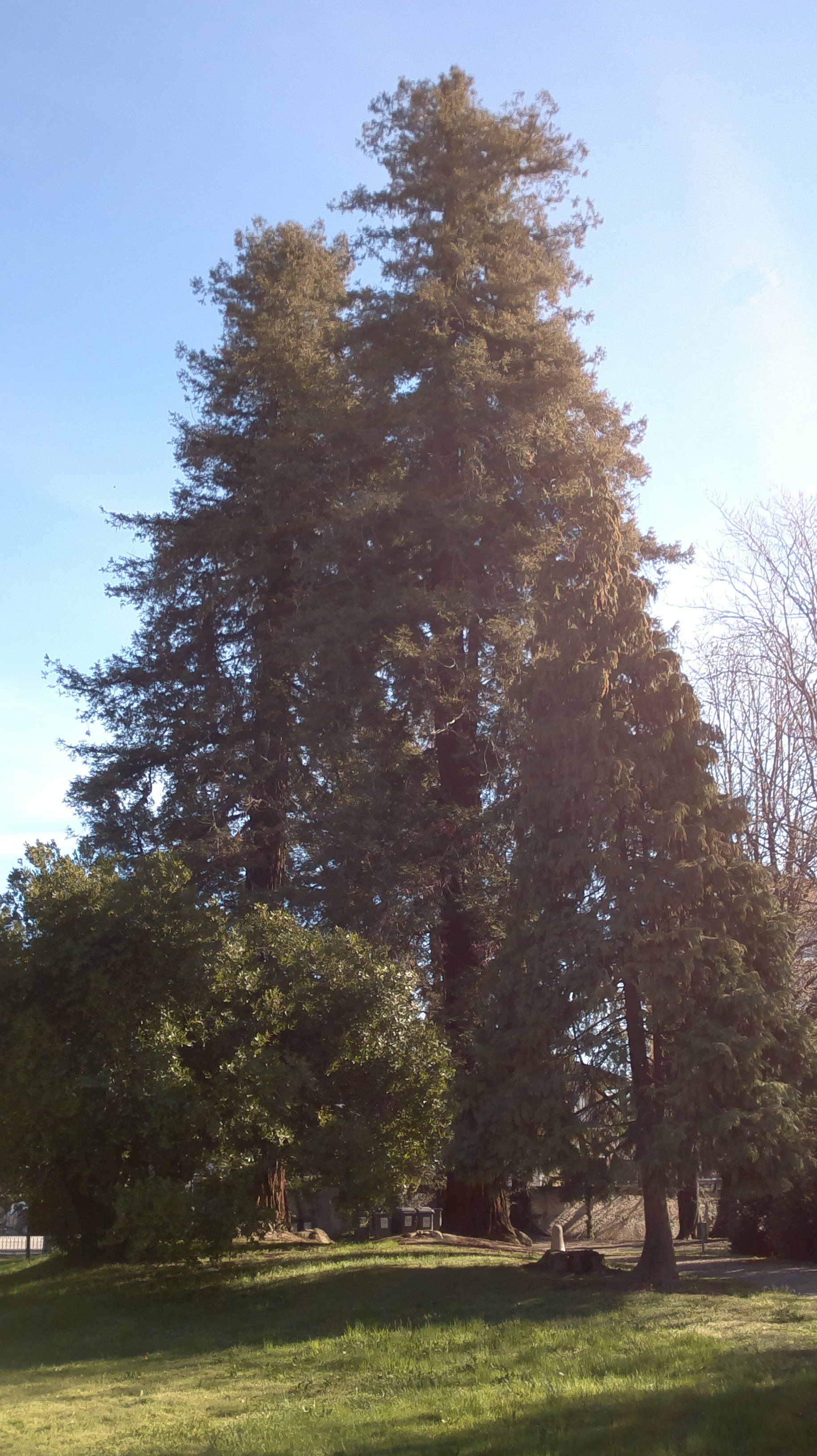
Sequoie californiane nel parco di Villa Ogliani a Rivara

- Parco di Villa Ogliani: Menzione a sé merita lo splendido parco che circonda Villa Ogliani e che, su una superficie di circa tre ettari, racchiude un gran numero di essenze esotiche. Nato in modo coevo all'edificazione della Villa, il parco venne progettato e curato dal giardiniere reale Capello che realizzò un grande giardino all'inglese arricchendolo con piante provenienti dalle americhe e dall'estremo oriente. Si segnala la presenza tra le specie europee di oltre cinquanta esemplari d'alto fusto di olmo inglese (ulmus procera), ormai molto rari, oltre ad alcuni pini neri marittimi (pinus nigra) e lecci (quercus ilex) e poi tigli (tilia cordata) carpini (carpinus betulus) e ippocastani (aesculus hippocastanum). Tra le specie americane meritano menzione le sequoie californiane (sequoia sempervirens) alte circa 35 metri, le splendide magnolie (magnolia grandiflora e magnolia fraseri) ed i rari cipressi calvi (taxodium distichum). Le specie asiatiche annoverano delle sofore (sophora japonica), dei ginko (ginkgo biloba), delle criptomerie (cryptomeria japonica), e delle notevoli magnolie giapponesi (magnolia hypoleuca). Divenuto parco pubblico in seguito all'acquisizione da parte del Comune, lo spazio è stato arricchito dalla trasformazione delle ex serre in biblioteca e sala convegni.

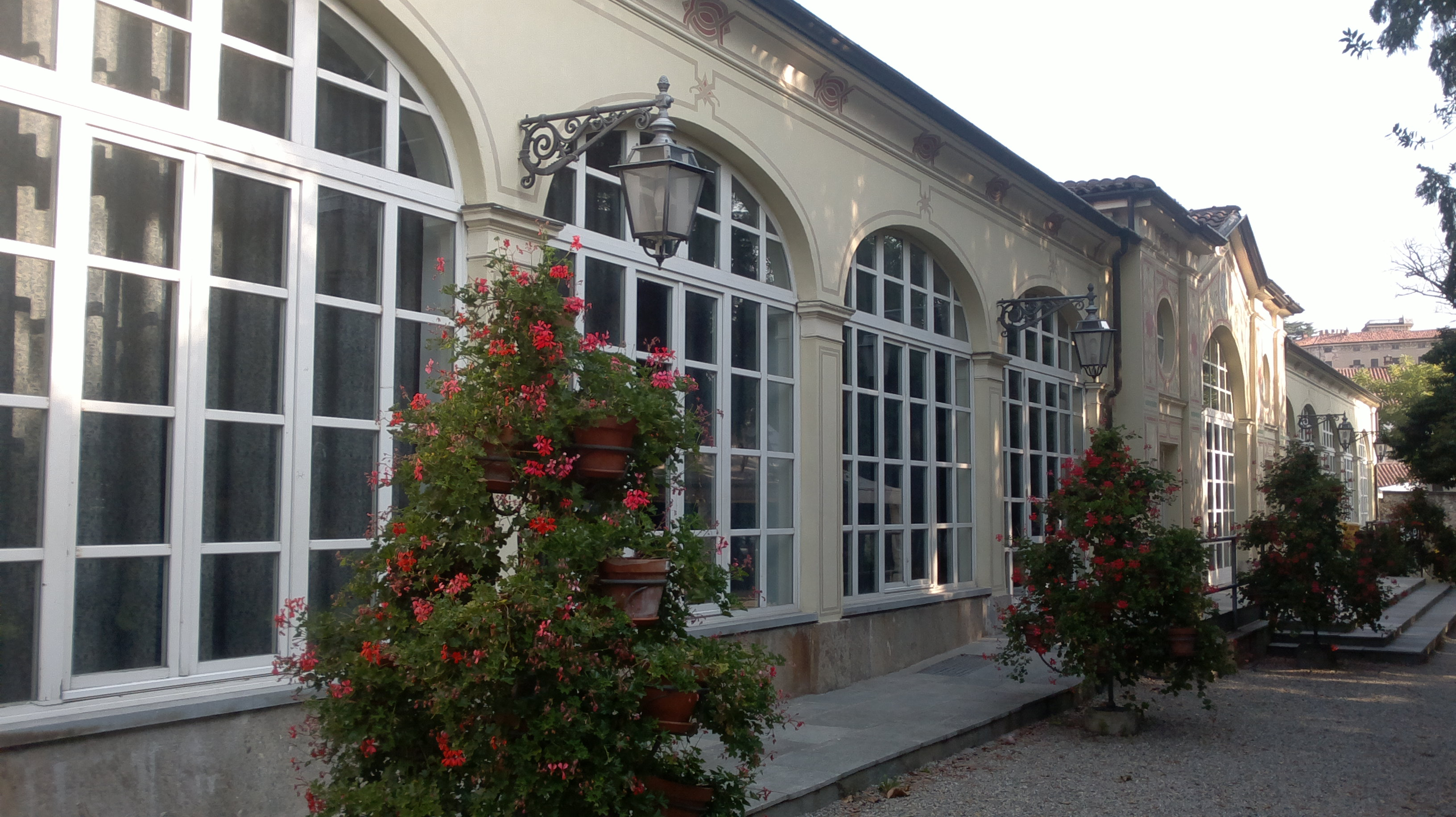
Serre di Villa Ogliani a Rivara

- Teatro comunale: risalente nella sua attuale foggia alla seconda metà dell'Ottocento, sorge nel luogo ove risiedeva l'unica sala comunale sino all'inizio dell'Ottocento. Di fronte ad esso, fu più volte innalzato l'Albero della Libertà in epoca Rivoluzionaria prima e Napoleonica in seguito. Successivi ampliamenti lo portarono alle dimensioni attuali. Completamente restaurato nei primi anni duemila, può vantare un sipario attribuito a Carlo Pittara.
- Mercato coperto: di fronte al teatro, è comunemente conosciuto come l'ala dai rivaresi, venne realizzato nella seconda metà dell'Ottocento su iniziativa di Carlo Ogliani su di un terreno donato dalla famiglia nobile Gays.
- "Villa Colli": esempio di architettura razionalista, progettata dagli architetti Giuseppe Pagano e Gino Levi Montalcini per Giuseppe Colli nel 1928 - 1930. La villa fu espropriata alla famiglia Colli durante l'occupazione nazista e successivamente restituita ai Colli grazie all'intervento del senatore Agnelli. Nel dopoguerra la famiglia Colli riportò la villa al suo antico splendore e fece costruire un campo da tennis in terra rossa. In questa residenza di villeggiatura, Giorgio Colli eminente filosofo e grande traduttore dal tedesco (a lui e Mazzino Montanari si devono le traduzioni più apprezzate dei testi del filosofo tedesco F. Nietzsche), scrisse importanti pagine della cultura filosofica italiana. Dal 1999 è proprietà della famiglia Chiono che ha effettuato un'opera di restauro conservativo di grande valore, ed ha fondato "Extensa Ratio" associazione storico culturale per la promozione dell'architettura moderna e la conservazione del patrimonio storico architettonico.

### Architetture religiose
- Chiesa di San Giovanni Battista: Edificata verso il 1500 intorno ad una più antica cappella dedicata alla natività, venne originariamente consacrata alla Madonna, per vedere poi prevalere il più antico patrono locale. Originariamente era priva di campanile, che venne realizzato solo nel 1768. La chiesa vanta un doppio affresco di scuola spanzottiana recentemente restaurato e la presenza di un pregevole organo Bossi-Vegezzi risalente al 1871.
- Chiesa dell'Annunziata: Edificata in corrispondenza di una delle porte dell'antico ricetto intorno al 1500, questa pregevole chiesa venne decorata alla maniera barocca nel 1684 e presenta un singolare campanile triangolare, caratteristica rara ma non unica in Canavese. Sulla porta d'ingresso è visibile un affresco della Sacra Sindone. La confraternita dell'Annunziata è stata ufficialmente sciolta solo nel 2006.
- Chiesa di San Bartolomeo: La chiesa di Camagna risale almeno al 1649.
- Chiesa di San Giovanni Decollato: Citata per la prima volta in una donazione del 1277, doveva certamente esistere già prima dell'anno 1000. A questa antica pieve, allora dedicata alla natività di San Giovanni, facevano riferimento in origine gli abitati di Rivara, Forno, Camagna e Busano. Più tardi divenne nota col nome di San Giovanni extra terram Riparie, in seguito allo spostamento del borgo. Nel 1418 venne visitata da san Bernardino da Siena, che vi predicò. L'attuale edificio è esito di un ampliamento effettuato nella prima parte dell'Ottocento (la soglia reca la scrittà MUNCIPALITA' 1799) probabilmente completato nel 1814, come ultimo ampliamento di una preesistene costruzione, presumibilmente seicentesca, sorta sulle rovine del fabbricato più antico, completamente crollato a seguito dell'abbandono della zona circostante e lo spostamento del concentrico del Comune nell'attuale posizione. Nello stesso periodo si costituì una associazione di capi famiglia denominata Badia dei Quaranta del Drapò che si occupava della cura della chiesa e che si sciolse nel corso dell'Ottocento. Della preparazione delle funzioni per la festa del santo, il 29 agosto, si occuparono allora gli abitanti della borgata. Gli stessi abitanti hanno costituito nel 2000 un comitato, denominato come l'antica badia, che organizza ogni ultima domenica di agosto i festeggiamenti in onore della decollazione del Battista.[7]
- Cappella di San Grato: Di poco posteriore al 1600, sorge sulla strada che da Rivara porta a Barbania.
- Cappella di San Gaetano: Edificata intorno al 1730 dagli abitanti di Crosaroglio e più volte ristrutturata in seguito.
- Cappella della Madonna di Viana: Costruita nel 1610 sulla strada che da Rivara sale a Camagna deve il suo nome alla pittoresca posizione a picco sul torrente.
- Cappella di San Rocco: Molto antica, risalente forse addirittura al 1350. Il portico crollato venne ricostruito dopo il 1800, appena due anni prima dell'inaugurazione dell'adiacente cimitero, fondato per ordine del governo napoleonico.
- Piloni votivi: Espressione della devozione popolare e molto importanti nell'ambito delle cerimonie religiose a carattere agricolo, i piloni votivi sono diffusi su tutto il territorio rivarese e contribuiscono in maniera determinante a definire i caratteri tipologici del paesaggio locale.

### Percorso artistico "La Scuola di Rivara"
Inaugurato nel 2012, propone, attraverso dodici riproduzioni di altrettante opere di artisti ascrivibili alla cosiddetta Scuola di Rivara collocate in corrispondenza degli scorci ritratti, una sorta di viaggio nel tempo alla scoperta del paesaggio canavesano dell'Ottocento in un momento di cruciale evoluzione per l'arte figurativa piemontese e italiana. Le opere riprodotte appartengono ai pittori Carlo Pittara, Ernesto Rayper, Alfredo d'Andrade, Federico Pastoris di Casalrosso, Eugenio Gays e Giovanni Battista Carpanetto.

## Cultura
- Rivara ospita la scuola primaria statale Paolo Pallia, dipendente dalla direzione didattica di Forno Canavese; è inoltre presente la scuola materna Antonia Musso Tealdi, gestita da un ente morale
- La biblioteca comunale Giorgio Colli si trova all'interno delle ex serre di Villa Ogliani
- Nel 2012 è stata fondata a Rivara la sezione Alto Canavese dell'Università delle Tre Età (Unitre)
- Il teatro comunale, gestito dalla Società Filodrammatica, ospita una stagione teatrale molto seguita
- Nel complesso del Castello di Rivara a partire dal 1985 sono state sviluppate tematiche legate all'arte contemporanea che ne vanno a definire l'identità di vero e proprio polo culturale in grado di attrarre l'attenzione di un pubblico specializzato proveniente da tutta Italia e dalla mitteleuropa così costituito:
- Centro d'arte contemporanea: Negli oltre 2500 m² di spazi espositivi del Castello Nuovo trovano posto rassegne e mostre personali di artisti consolidati e nuove proposte del mondo dell'arte contemporanea.
- Museo d'Arte Italiana: Raccoglie la collezione privata di opere d'arte contemporanea di Franz Paludetto.
- Centro di documentazione del Castello di Rivara: Costituito da una biblioteca di circa 10.000 volumi e pubblicazioni, oltre ad un esteso archivio fotografico, offre una panoramica unica sul mondo dell'arte contemporanea a partire dagli anni sessanta del Novecento.

## Economia
Insieme alle vicine Forno Canavese e Busano ha costituito per lungo tempo la cosiddetta piccola Ruhr, soprannome indicativo di un territorio a fortissima valenza industriale concentrato sulle lavorazioni meccaniche e siderurgiche, con particolare riferimento al segmento dell'automotive.
A fianco del comparto industriale sopravvivono attività agricole di un certo interesse legate soprattutto alla coltura dei cereali ed all'allevamento dei bovini.
Il territorio rivarese ricade dal 1996 all'interno della DOC Canavese rosso.

## Amministrazione

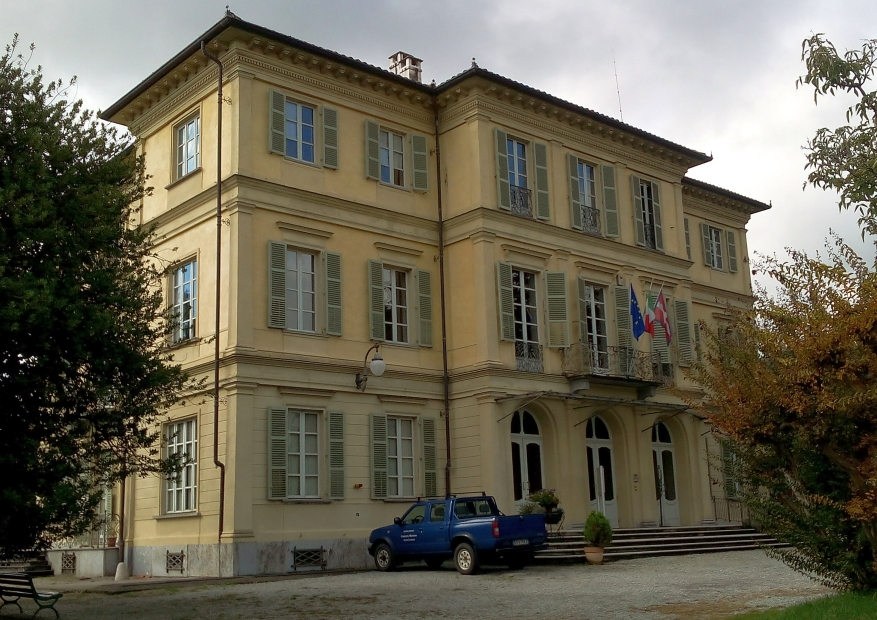
Il municipio

Di seguito è presentata una tabella relativa alle amministrazioni che si sono succedute in questo comune.
| Periodo        | Periodo         | Primo cittadino     | Partito                       | Carica  | Note  |
| -------------- | --------------- | ------------------- | ----------------------------- | ------- | ----- |
| 3 giugno 1985  | 1º giugno 1990  | Riccardo Val        | lista civica                  | Sindaco | [ 9 ] |
| 1º giugno 1990 | 4 dicembre 1992 | Giovanna Pomatto    | Partito Repubblicano Italiano | Sindaco | [ 9 ] |
| 2 marzo 1993   | 24 aprile 1995  | Roberto Andriollo   | lista civica                  | Sindaco | [ 9 ] |
| 24 aprile 1995 | 14 giugno 1999  | Gian Carlo Buffo    | Centro Cristiano Democratico  | Sindaco | [ 9 ] |
| 14 giugno 1999 | 14 giugno 2004  | Gian Carlo Buffo    | lista civica                  | Sindaco | [ 9 ] |
| 14 giugno 2004 | 8 giugno 2009   | Silvio Riorda       | centro                        | Sindaco | [ 9 ] |
| 8 giugno 2009  | 26 maggio 2014  | Gianluca Quarelli   | lista civica                  | Sindaco | [ 9 ] |
| 26 maggio 2014 | 26 maggio 2019  | Gianluca Quarelli   | lista civica: progetto Rivara | Sindaco | [ 9 ] |
| 27 maggio 2019 | 9 giugno 2024   | Roberto Andriollo   | lista civica: Rivara Viva     | Sindaco | [ 9 ] |
| 10 giugno 2024 | in carica       | Maurizio Giacoletto | lista civica: Per Rivara      | Sindaco | [ 9 ] |

### Altre informazioni amministrative
Rivara è stata la sede della Comunità Montana Alto Canavese, di cui faceva parte insieme a Canischio, Cuorgnè, Forno Canavese, Levone, Pertusio, Prascorsano, Pratiglione, Rocca Canavese, San Colombano Belmonte e Valperga.
Nel 2013 Rivara ha costituito l'Unione Montana Alto Canavese insieme a Forno Canavese, Levone, Pratiglione e Rocca Canavese.

## Ricorrenze e manifestazioni
- La festa patronale di San Giovanni Battista cade il 24 giugno e viene festeggiata con la tradizionale processione nella domenica più vicina
- Il 20 giugno si tiene la processione notturna con fiaccolata in onore della Madonna Consolata
- Il terzo mercoledì di settembre si svolge la Fiera Autunnale, tradizionale appuntamento zootecnico che vede confluire in paese numerosi allevatori accompagnati dai loro capi di bestiame. Concessa con Regie Patenti da Vittorio Amedeo III nel 1795
- La presenza di numerose borgate con le relative chiese e cappelle ha fatto sì che si perpetuassero fino ad oggi numerose feste patronali minori, di cui le principali sono San Bartolomeo, San Gaetano, San Giovanni Decollato e San Grato
- In primavera si tengono manifestazioni in onore dei gruppi locali di Protezione Civile e donatori di sangue (FIDAS).

In occasione di alcune di queste manifestazioni è presente la Banda Musicale Rivarese.

### Albero di Natale vivente più alto d'Europa
L'8 dicembre 2013 l'Amministrazione Comunale ha inaugurato l'Albero di Natale vivente più alto d'Europa, illuminando con oltre 12 000 lampadine LED una sequoia californiana alta 35 metri e 10 centimetri situata nel Parco di Villa Ogliani. La manifestazione benefica, seguita da tutti i principali network nazionali, ha permesso di raccogliere fondi a favore della lotta alla malnutrizione infantile. Madrina dell'evento è stata l'ex miss Italia Cristina Chiabotto.

### Giro d'Italia
Il 23 maggio 2014 Rivara ha visto transitare la 13ª tappa del Giro d'Italia con partenza da Fossano ed arrivo a Rivarolo Canavese. Sulla salita della Tesia presso la Borgata Montiglio, i corridori si sono dati battaglia per la conquista di un Gran Premio della Montagna di quarta categoria.